# 戸澤愛
戸澤 愛（とざわ あい、1982年9月18日 - ）は、日本のフリーアナウンサーである。株式会社ハンディ所属。

## 来歴
東京都出身。早稲田大学第一文学部卒業。学生時代には野口綾子と矢崎優輝子とともに、東京ヴェルディのイメージガール「ヴェルディガールズ」2004年度のメンバーを務めていた。
大学卒業後、2005年4月にTOKYO FMにアナウンサーとして入社。退社後、2008年10月から2011年3月までテレビ宮崎のアナウンサーを、2011年4月から2012年3月までNHK水戸放送局の契約キャスターを務めていた。
その後はフリーに転じ、ビジネスマナー研修セミナーのビジヨンテツクで講師を務めている。

## 担当番組

### TOKYO FM
- Bible （バイブルマン）
- TOKYO UPDATE
- WONDERFUL WORLD （ワンダホ記者）

### テレビ宮崎
- UMKスーパーサタデー JAGA2天国（隔週出演）
- UMK情報net 3きゅう（隔週出演）
- UMKスーパーニュース（月曜・火曜・水曜担当キャスター）
- 旬感!みやざき 知っちょる農?
- のびよ!みやざきっ子
- うぃーく.COM （キャスター）
- みやざきゲンキTV
- めざましテレビ公認 わがまま!気まま!旅気分（BSフジ、リポーター）[3][4]
- 旭化成スポーツスペシャル・ゴールデンゲームズinのべおか（BSフジ）[1]

### NHK水戸放送局
- とれたてワイドいばらき（キャスター）
- こんにちはいっと6けん（リポーター）
- ゆうどきネットワーク（リポーター）
- NHKニュースおはよう日本（茨城ローカルニュース担当キャスター）
- ドゥ!エアロビック（NHK BSプレミアム）[1]